# Бирюч (Воронежская область)
Бирюч — село в Таловском районе Воронежской области России.

## География
Село находится на левом берегу реки Сухая Тишанка.
Ближайшие сёла: Моховое, Верхняя Тишанка.

## История
Село Бирюч основано в период с 1851 по 1857 годы переселенцами из Верней Тишанки. Тогда оно называлось Верхотишанка. Часть крестьян из Верхотишанки по указанию тогдашнего владельца Верхней Тишанки барона В.К. Шлихтинг была отселена в Бирюченскую лощину, что располагалась в десяти километрах от села. С этого времени и возник поселок Бирюч, жители которого занимались запашкой господских земель. Вероятнее всего, название села пошло от названия оврага, в котором обитал бирюк (бирюк - значит волк-одиночка).(1)
В 1858 году в поселке впервые составлялась «ревизская сказка», т.е. перепись населения. Населенный пункт, ранее никому не известный, в документе назван так: «Поселок Бирюченский, выселенный из села «Верхотишанки». По данным этой «сказки» в Бирюченском поселке был 71 двор и проживало 613 человек.(2)
В 1872 году на добровольные пожертвования прихожан и благотворителей был открыт молитвенный дом, приобретен колокол, молитвенный дом обнесли каменной оградой. С 1886 года в селе уже были священник и псаломщик, которые получали жалование от прихожан и жили в построенных для них деревянных домах. (3)
В марте 1887-го в поселке открыли церковно-приходскую школу. Она содержалась на средства бирюченского общества и церкви. Первым учителем в ней был Александр Федорович Ефремов, ставший потом диаконом Николаевской церкви.
В 1891 году в селе Бирюч построили деревянный Николаевскую церковь без колокольни. Престол освятили во имя святителя Николая Мирликийского (Чудотворца).(4)
В 1894 году на средства земства открыта начальная школа. С 1911 года законоучителем для 46 учеников и заведующим в школе был местный священник Михаил Иванович Миноранский. Под его председательством в приходе, с разрешения епархиального начальства, открыли общество трезвости.
В 1918 году село Бирюч находилось в прифронтовой полосе боевых действий красных и белых войск. Так, например, 17 ноября части 13-й красной дивизии, перейдя в наступление, оттеснили части белых и заняли Верхнюю Тишанку и Бирюч.(5)
В 1925 – 1930 годах в Бирюче появились первые библиотеки. Они создавались по инициативе комсомольцев и размещались в избах селян.
В 1936-м из разобранного на стройматериалы храма возвели семилетнюю школу. В этом же году в Бирюче были открыты медпункт, почтовое отделение. В 1953—1955 годах полным ходом шла радиофикация поселка. В 1956 году здесь появилось электричество.
В 1928 году образуется сельхозартель. В 1930 году был образован колхоз «Дружба», который  был создан как бригада колхоза «Гигант» села Тишанки.
В 1974 г. реорганизован в самостоятельное  хозяйство - колхоз «Колос», ставший, впоследствии, одним из лучших в Таловском районе. Несмотря на тяжелые 90-е годы, реструктуризацию  всех отраслей сельского хозяйства, когда многие колхозы прекратили свое существование, «Колос» не только выстоял, но  и сохранил свою сущность, оставшись коллективным хозяйством. По итогам 2021 года  колхоз занял почетное второе место в районе.
В годы Великой Отечественной войны 1941 -1945 г. из Бирюча на войну ушло более трехсот человек. За четыре долгих года на полях сражений погибло и пропало без вести 87 односельчанин. В 1985 году в  селе поставлен памятник воинам, погибшим в годы Великой Отечественной войны.
В 1946 году в подсобном помещении бывшей церкви открыт сельский клуб, молодежь организовала здесь художественную самодеятельность. Спустя время, в 1969 году в селе был построен новый Дом культуры на 200 посадочных мест.(10)
До начала 50-х годов в селе была ветряная мельница, кузница, конюшня, действовала пожарная команда. Чуть позже в центре села была построена механическая мельница.
80-е годы были годами бурного развития села Бирюч. В короткое время было построено: дорога с асфальтовым покрытием – 13 км, зерноочистительные сооружения, автовесы на 30 т, торговый центр, где размещались два магазина, колхозная столовая, общежитие, КБО. В 1984 году была открыта средняя школа на 192 учащихся. Сделан водопровод, новый детский сад на 50 мест с котельной, баня на 20 помывочных мест, коровник на 200 голов, телятник, кормоприготовительный комплекс, зерносушилка. Велось большое жилищное строительство; сданы в эксплуатацию три двухквартирных колхозных дома  и 12 квартир для молодежи. Открыт медицинский профилакторий для животноводов. В хозяйстве было 500 голов КРС. Процветала овцеводческая отрасль. Количество овец  во время окота доходило до трех тысяч. Было построено родильное отделение ОТФ. Имелась своя птицеферма - 1650 несушек. Коллектив из трех человек обеспечивал не только внутрихозяйственные нужды, но и сдавал государству не менее 50 тысяч яиц по плану. Недолгое время, но  была даже своя теплица, существовала колхозная пасека. Школа закладывала парник рассады, которая затем высаживалась в поле колхозной овощеводческой бригадой. Она выращивала огурцы, капусту, столовую свеклу, помидоры.
В 2010 году в дома брючан пришло долгожданное «голубое топливо» − проведена газификация села.
В 2018 году по проекту «Развитие мобильной связи и беспроводного интернета в муниципальных районах Воронежской области» установлена  вышка сотовой связи.

## Хроника села Бирюч
1851-1857 годы – образование Бирюченского поселка. Переселенцами стали крестьяне из Верхней Тишанки.
1858 год – в поселке впервые составлялась  «Ревизская сказка»
1872 год – открыт молитвенный дом.
1887 год – в поселке была открыта церковно-приходская школа.
1891 год – построена церковь, освященная во имя Святителя Николая Мирликийского Чудотворца  - Никольская церковь.
1894 год –  на средства земства создана начальная школа. С 1911 г. законоучителем для 46 учеников и заведующим в школе был местный священник М.И. Миноранский.
1919 год – гражданская война. Бобровский и Новохоперский уезды пополнили Восьмую армию почти восемью тысячами бойцов. Основная масса их были жители сел Александровки, Бирюча, Никольского, Новой Чиглы и других.
1927-1932 гг . – во время коллективизации в Бирюче раскулачено 6 подворий.
1928 год – образуется сельхозартель.
1930 год – создается первый колхоз «Дружба».
1936 год – в Бирюче открыты ФАП, почта.
1936 год – была построена Бирюченская семилетняя школа из разобранного Николаевского храма.
1941 год – началась Великая Отечественная война. Защищать Родину ушло около 320 человек.
1945 год – на полях сражений погибли и пропали без вести 87 человек.
1952 год – открыта сельская библиотека.
1953-1955 гг. – радиофикация поселка.
1956 год – в Бирюче появилось электричество.
1969 – построен сельский Дом культуры.
1974 год – произошло отделение от Тишанки, образовался колхоз «Колос».
1984 год – бирюченские дети переступили порог новой средней школы. По селу проведен водопровод.
1985 год – в селе поставлен памятник воинам-односельчанам, погибшим во время Великой Отечественной войны 1941-1945 гг.
1988 год – завершение строительства 9 км. асфальтированной дороги от трассы до Бирюча.
2010 год – в поселении газифицировано 120 домовладений.
2016 год – село присоединили к Тишанской администрации.
2018 год – в Бирюче установлена вышка сотовой связи.
2021 год – построен и освящен в честь святителя Николая Мирликийского Чудотворца православный храм.

## Динамика численности населения
В 1858 году в поселке был 71 двор и проживало 613 человек.
В 1859 году было 95 дворов и проживало 633 человека.(6)
В 1887 году было 148 дворов и проживало 717 человек.(7)
В 1900 году насчитывалось 912 человек.(8)
В 1905 году было 182 двора и проживало 1040 человек.(9)
В 1932 году проживало 1349 человек.(10)
В 1940 году проживало 1224 человека.(11)
В 2007 году проживало 617 человек.
В 2016 году проживало 509 человек.
В 2021 году проживало 404 человека.

## Социальная сфера
В настоящее время в Бирюче действует средняя школа, дом культуры, магазин, медпункт, почтовый пункт. В село в 2010 году проведён газ.